# Холм (Западнодвинский район)
Холм — деревня в Западнодвинском районе Тверской области. Входит в состав Западнодвинского сельского поселения.

## История
До 2005 года деревня входила в состав ныне упразднённого Бибиревского сельского округа.

## География
Деревня расположена в 21 километре к северо-востоку от районного центра, города Западная Двина. Ближайшими населёнными пунктами являются деревни Новостройка и Острожки.
Часовой пояс
Деревня Холм, как и вся Тверская область находится в часовой зоне МСК (московское время). Смещение применяемого времени относительно UTC составляет +3:00.

## Население
| 2010 |
| ---- |
| 16   |

Население по переписи 2002 года — 20 человек.
Национальный состав
Согласно результатам переписи 2002 года, в национальной структуре населения русские составляли 100 % от жителей.